# あつみ (輸送艦)
あつみ（ローマ字：JDS Atsumi, LST-4101）は、海上自衛隊の輸送艦。あつみ型輸送艦の1番艦。艦名は渥美半島に由来する。

## 艦歴
「あつみ」は、第4次防衛力整備計画に基づく昭和45年度計画輸送艦4101号艦として、佐世保重工業で1971年12月7日に起工され、1972年6月13日に進水、1972年11月27日に就役し、横須賀地方隊に直轄艦として編入された。
1986年11月、三原山噴火による災害派遣に従事。噴火発生時、本艦はちょうど新島に向かうため浦賀水道を南下中だったが、状況偵察のため直ちに伊豆大島へ針路を向け、18時30分には横須賀地方総監からの「災害派遣命令（横地隊行災命第1号）」が発令され、官・民船の中で最も早い20時には岡田港に到着した。その後、泉津港・元町港で合計810名の避難民を乗艦させて東京・日の出桟橋まで輸送し、帰路には消火ポンプ車・消防器材等を輸送した。その後、現地で溶岩冷却用海水の給水支援、警視庁機動隊員及び消防庁職員等の宿泊・給食支援等に従事して、補給のために横須賀に帰港する以外はほとんど現地にとどまり、12月22日災害派遣の撤収命令が発令されるまでの約1か月間、大いに活躍した。この結果、東京都が刊行した「昭和61年伊豆大島噴火災害活動誌」では随所に本艦の活躍ぶりが記載され、1987年6月25日には防衛庁長官から第一級賞状の表彰状の授与、また9月1日の防災の日には中曽根康弘首相からの防災功労者に対する内閣総理大臣表彰を受賞した。
1995年1月、阪神・淡路大震災による災害派遣に従事。
1998年2月13日、25年の艦歴を全うして除籍された。総航程は34万5,823浬に達した。
代艦として横須賀地方隊には第1輸送隊から「みうら」が編入された。